# Irina Wassiljewna Poljakowa
Irina Wassiljewna Poljakowa (russisch Ирина Васильевна Полякова; englisch Irina Polyakova; * 9. März 1961 in Kasan, Tatarische ASSR, Russische SFSR, Sowjetunion) ist eine russische Trainerin und ehemalige Behindertensportlerin. Sie startete im Winter im Sitz-Ski in den Disziplinen Biathlon und Skilanglauf.

## Laufbahn
Poljakowa geriet als Kind unter einen Zug und verlor beide Schienbeine. Sie spielte anfangs Tennis und versuchte sich auch im Schwimmen. Erst im Alter von 35 Jahren begann sie mit dem Skifahren. Farida Safiullina begann 1989 Poljakowa zu trainieren, die erstmals 1998 an den Paralympischen Winterspielen teilnahm. Sie startete im Langlauf in den Distanzen zwischen 2,5 und zehn Kilometern und kam einmal auf den siebten und dreimal auf den achten Platz. Bei den Winter-Paralympics 2002 in Salt Lake City gewann sie eine Silbermedaille in der Langlauf-Staffel über die Distanz von 2,5 Kilometern. In derselben Disziplin gewann Poljakowa bei den folgenden Paralympischen Spielen 2006 in Turin mit Ljubow Wassiljewa und Tatjana Iljutschenko die Goldmedaille. In den Einzelläufen kam sie über 2,5 und zehn Kilometer auf den vierten Platz, bei den mittleren Distanzen auf den fünften und sechsten Platz.
Bei ihren letzten Paralympics 2010 in Vancouver erreichte Poljakowa in der 2,4-Kilometer-Verfolgung des Biathlons den vierten Platz und lag damit zwei Plätze vor Andrea Eskau aus Deutschland. Über die zehn-Kilometer-Distanz lag Poljakowa zwei Plätze hinter der Bronzemedaille-Gewinnerin Eskau. Im Langlauf über fünf Kilometer erreichte sie den neunten Platz. Poljakowa hatte 2010 äußerte damals den Wunsch an den Paralympics in Sotschi teilzunehmen. Sie beendete jedoch 2011 im Alter von 50 Jahren ihre sportliche Karriere und trainierte Marta Sainullina, die in Sotschi 2014 eine Bronzemedaille gewann.
Poljakowa ist Mutter eines Sohns.

## Auszeichnungen
- Die Rundfunkanstalt BBC setzte Irina Poljakowa 2015 auf ihre Liste der “100 Women”.[5]
- Poljakowa wurde 2010 mit der Medaille erster Klasse des Ordens Für Verdienste am Vaterland («За заслуги перед Отечеством») ausgezeichnet.[1]

## Trivia
Poljakowa war dafür bekannt, dass sie Wartezeiten mit Stricken überbrückte. Bei den Paralympics 2010 in Vancouver strickte sie fünf Paar Socken für ihre Familie und ihre Trainerin.